# Egor Kuz'mič Ligačëv
Egor Kuz'mič Ligačëv (in russo Егор Кузьмич Лигачёв?; Dubinkino, 29 novembre 1920 – Mosca, 7 maggio 2021) è stato un politico sovietico, dal 1991 russo.

## Biografia
Nato nel governatorato di Tomsk, terminò nel 1943 l'Istituto aeronautico Ordžonikidze di Mosca e iniziò a lavorare a Novosibirsk, dove fu attivo nel Komsomol e poi nel PCUS. Fece parte della Segreteria del Comitato partitico regionale dell'oblast' di Novosibirsk dal 1958 al 1959, e successivamente fu Primo segretario del Comitato dell'oblast' di Tomsk (1965-1983). Divenne membro del Comitato Centrale del PCUS nel 1976, della Segreteria nel 1983 e del Politburo nel 1985, dopo l'elezione a segretario generale di Michail Gorbačëv. Nella dirigenza dell'epoca della Perestrojka, Ligačëv si distinse per la linea moderata e più conservatrice rispetto a quella radicale di Aleksandr Jakovlev, mentre Gorbačëv si poneva fra i due in una posizione intermedia.
Egor Ligačëv si ritirò dalla scena politica nel 1990.